# NBA Live 16
 NBA Live 16 ingår i NBA Live-serien, och är ett basketspel till Playstation 4 och Xbox One, utgivet 29 september 2015 i Nordamerika och 1 oktober samma år i Europa. Oklahoma City Thunders Russell Westbrook pryder omslaget. Jämfört med föregående spel har bland annat dribblnings- och skottekniken utvecklats.

### Fotnoter
1. ↑  ”Freestyle Control and Movement in NBA Live 16” (på engelska). EA Sports. 17 juli 2015. https://www.easports.com/au/nba-live/news/2015/nba-live-16-gameplay-details. Läst 6 december 2015.